# Sergio Santana
Sergio Alejandro Santana Piedra (* 10. August 1979 in Río Grande, Zacatecas) ist ein ehemaliger mexikanischer Fußballspieler auf der Position eines Stürmers, der mit 3 Vereinen insgesamt fünfmal die mexikanische Fußballmeisterschaft gewann.

## Biografie
Santana Piedra startete seine Profikarriere beim CF Pachuca, für den er fast sechs Jahre lang unter Vertrag stand (Anfang 2000 bis Dezember 2005). Sein Erstligadebüt bestritt Santana am 7. Mai 2000 für Pachuca in einem Heimspiel gegen Deportivo Toluca, das seine Mannschaft mit 2:4 verlor. Er bestritt für Pachuca insgesamt 180 Spiele und erzielte dabei 44 Treffer. Somit ist Santana der erfolgreichste mexikanische Stürmer des CF Pachuca seit Bestehen der Primera División, weil er in dieser Hinsicht nur von dem Argentinier Gabriel Caballero übertroffen wurde.
Vor Beginn der Clausura 2006 wurde er von Chivas Guadalajara verpflichtet, um Adolfo Bautista in der Angriffsreihe zu verstärken. Immerhin hatten die beiden Spieler schon gemeinsam mit Pachuca die Apertura 2003 gewonnen. Die Rechnung ging tatsächlich auf, denn Guadalajara konnte im folgenden Jahr die Apertura 2006 gewinnen.
Zwei weitere Meistertitel gewann Santana mit dem CF Monterrey in den Spielzeiten Apertura 2009 und Apertura 2010.

## Erfolge
- Mexikanischer Meister (5): Invierno 2001 und Apertura 2003 (mit Pachuca): Apertura 2006 (mit Guadalajara): Apertura 2009 und Apertura 2010 (mit Monterrey)
- CONCACAF-Champions’-Cup-Sieger (1): 2002 (mit Pachuca)